# Eugénie Söderberg
Henya (Eugénie) Söderberg, även kallad Jenja, ogift Riwkin, senare omgift Perls, född 25 mars 1903 i Heidelberg i Tyskland, död 9 januari 1973 i New York i USA, var en svensk-amerikansk journalist, författare och översättare.

## Biografi

### Familjen i Sverige
Hon var äldsta dotter till köpmannen Schalom Schender "Alexander" Riwkin (1878–1930) och Frida Perelman (1881–1944) samt syster till fotografen Anna Riwkin och redaktören Josef Riwkin.
Eugénie Riwkin var från 24 december 1927 gift med författaren Mikael Söderberg (1903–1931), som var son till Märta och Hjalmar Söderberg, bror till skådespelaren Dora, historikern Tom och halvbror till skådespelaren Betty Söderberg.

### Till USA
Efter Mikael Söderbergs bortgång drog sig Eugénie Riwkin-Söderberg bort från Europa. I april 1940 skrev hon ett kort ombord på M/S Kungsholm på väg från Haiti till Havanna – därifrån skulle hon vidare till New York, där hon kom att bosätta sig. I ett brev från augusti 1940 rapporterade hon till Hjalmar Söderberg: 
"Befinner mig på en bilresa i USA och ser en hel del av landet. Det finns mycket storslaget här, men mycket skrämmande. Just för att det är nu! Just nu är jag i New Orleans. Mississippis vatten är lika oljigt och smutsigt som det var på Mark Twains tid. Vita, kreoler, negrer och en aning indianblod, allt detta promenerar omkring här på gatorna. De vita trivas (klimatet är litet besvärligt förstås), de kolorerade, som de helst kallas, har det jobbigt och förödmjukande. Måste alltid någon svinga piskan över andras ryggar? Snälla ni, skriv till mig, glöm inte att jag älskar er och är mycket orolig för hur ni har det i dessa tider."

### Journalist i New York
När Hjalmar Söderberg var död skrev Eugénia Riwkin-Söderberg i New York en stor artikel som analyserade hans person och författarskap. Det är oklart var den publicerades, men hon skickade manuskriftet till Söderbergs hustru i Köpenhamn, som skrev ett tackbrev och berättade att hon fått den uppläst i översättning av dottern Betty och svärsonen Hakon Stangerup. Sista brevet från Eugénie till Emilie Söderberg är från 1949. Eugénie Riwkin bodde då permanent i New York och var sedan 1941 omgift med Hugo Perls, en känd antikvitetshandlare och gallerist på Park Avenue. I brevet frågade hon om matsituationen i Danmark. Hon berättade också att hon träffat tecknaren, författaren och Söderberg-beundraren Adolf Hallman med fru på Museum of Modern Art i New York. Eugénie Riwkin-Perls skrev 1950 tre brev till Hakon Stangerup om att försöka få böcker av Hjalmar Söderberg översatta till engelska i USA. Hon fortsatte i New York att skriva i olika genrer, bland annat som reporter för skandinaviska tidningar. För boken Mohikana bor på Hawaii samarbetade hon med sin syster, fotografen Anna Riwkin. Hennes tredje roman Min son är min utgavs i Sverige på Raben & Sjögrens förlag. Fram till sin död skickade hon pengar för skötsel av Mikael Söderbergs grav i Sverige.

### Epilog
Vid Stony Brook University på Long Island finns "Eugenie Soderberg Collection", en samling brev, artiklar, manuskript och dagböcker, skrivna på ryska, svenska, tyska, franska och engelska. Kurt Mälarstedt, ledamot av Söderbergsällskapets styrelse, gick igenom samlingen 2007. Han fann här en notering om något som kallades "Stora boxen" med "Mikaels brev, recensioner". Tyvärr fanns inga spår av den i arkivet och ingen visste vad som hänt med den.
Söderbergsällskapet gav 2009 ut En främling i världen – om Mikael Söderberg och hans hustru Eugénie av Per Olof Swartz.